# ناقصات
الناقصات (الاسم العلمي: Miozoa) هي شعبة من الأسناخ الصبغية تتبع الطلائعيات السناخية.

## التصنيف
- الماصات
  - البوائغ
    - أكريات الشكل
      - الدمويات
        - البوغيات الدموية وأشباهها

  - الدوارات الحيوانية
    - السوطيات الدوارة
      - الطحالب الدوارة
        - الطحالب الدوارة العارية
          - المتقوصريات